# Lê Thiện (phường)
Lê Thiện là một phường thuộc quận An Dương, thành phố Hải Phòng, Việt Nam.

## Địa lý
Phường Lê Thiện nằm ở phía bắc quận An Dương, có vị trí địa lý:
- Phía đông giáp quận Hồng Bàng
- Phía tây và phía bắc giáp tỉnh Hải Dương
- Phía nam giáp phường An Hòa và phường Hồng Phong.

Phường Lê Thiện có diện tích 7,09 km², dân số năm 2023 là 15.377 người, mật độ dân số đạt 2.168 người/km².

## Hành chính
Phường Lê Thiện được chia thành 7 tổ dân phố: Cữ, Dụ Nghĩa 1, Dụ Nghĩa 2, Dụ Nghĩa 3, Dụ Nghĩa 4, Kim Sơn, Phí Xá.

## Lịch sử
Trước năm 1945, địa bàn xã Lê Thiện thuộc làng Phí Xá và làng Lê Thiện thuộc tổng Vụ Nông.
Sau năm 1945, thành lập xã Lê Thiện trên cơ sở làng Phí Xá và làng Lê Thiện.
Ngày 7 tháng 4 năm 1966, Chính phủ ban hành Quyết định số 67-CP về việc thành lập huyện An Hải trên cơ sở huyện An Dương và huyện Hải An. Khi đó, xã Lê Thiện thuộc huyện An Hải.
Ngày 20 tháng 12 năm 2002, Chính phủ ban hành Nghị định số 106/2002/NĐ-CP về việc chuyển xã Lê Thiện thuộc huyện An Hải về huyện An Dương mới đổi tên quản lý.
Năm 2022, xã Lê Thiện có 7 thôn: Phí Xá, Cữ, Kim Sơn, Dụ Nghĩa 1, Dụ Nghĩa 2, Dụ Nghĩa 3, Dụ Nghĩa 4.
Ngày 24 tháng 10 năm 2024, Ủy ban Thường vụ Quốc hội ban hành Nghị quyết số 1232/NQ-UBTVQH15 về việc sắp xếp đơn vị hành chính cấp huyện, cấp xã của thành phố Hải Phòng giai đoạn 2023 – 2025 (nghị quyết có hiệu lực từ ngày 1 tháng 1 năm 2025). Theo đó, thành lập phường Lê Thiện thuộc quận An Dương trên cơ sở toàn bộ 7,09 km² diện tích tự nhiên và quy mô dân số là 15.377 người của xã Lê Thiện.